# Хосе Санд
Хосе Густаво Санд (ісп. osé Gustavo Sand, нар. 17 липня 1980, Белья-Віста) — аргентинський футболіст, нападник клубу «Ланус». Відомий за виступами в низці аргентинських клубів, зокрема «Рівер Плейт», «Ланус» та «Колон», у низці закордонних клубів, а також у складі національної збірної Аргентини. Дворазовий чемпіон Аргентини, володар Суперкубка ОАЕ. Триразовий кращий бомбардир першості Аргентини, кращий бомбардир чемпіонату ОАЕ, кращий бомбардир Кубка Лібертадорес.

## Клубна кар'єра
Хосе Санд народився 1980 року в місті Белья-Віста, та є вихованцем футбольної школи клубу «Рівер Плейт». У дорослому футболі дебютував 1999 року виступами за команду «Колон», в якій грав до початку наступного року, взявши участь у 5 матчах чемпіонату. У 2000 році Санд став гравцем команди «Індепендьєнте Рівадавія», в якій грав до наступного року. У другій половині 2001 року аргентинський форвард став гравцем бразильської команди «Віторія» (Еспіриту-Санту). На початку 2002 року футболіст повернувся на батьківщину, де грав у складі клубу «Дефенсорес де Бельграно».
У 2003 році Хосе Санд став гравцем клубу «Рівер Плейт», у якому розпочав займатися футболом. У складі команди з Буенос-Айреса Санд грав до 2005 року, зіграв у його складі 42 матчі в чемпіонаті, в яких відзначився 8 забитими м'ячами.
У сезоні 2005—2006 років Хосе Санд грав у складі клубу «Банфілд», а в сезоні 2006—2007 років грав у складі клубу «Колон». Протягом цих років виборов титул чемпіона Аргентини.
2007 року Хосе Санд уклав контракт з клубом «Ланус», у складі якого провів наступні два роки своєї кар'єри гравця. У складі «Лануса» став одним із головних бомбардирів команди, двічі став кращим бомбардиром першості Аргентини, а під час Апертура 2007 здобув титул чемпіоном країни.
У 2009 році Хосе Санд став гравцем еміратського клубу «Аль-Айн», у якому грав до кінця 2011 року, з невеликою перервою під час оренди до іспанського клубу «Депортіво». У складі «Аль-Айна» Санд став володарем Суперкубка ОАЕ, а в сезоні 2009—2010 років аргентинський форвард став кращим бомбардиром чемпіонату ОАЕ. У кінці 2011 року футболіст перейшов до мексиканського клубу «Тіхуана», де грав до середини 2012 року. У середині 2012 року Санд повернувся на батьківщину, де протягом року грав у клубі «Расінг» (Авельянеда), а протягом 2013—2015 років грав за аргентинські клуби «Тігре», «Архентінос Хуніорс», «Бока Унідос» та «Атлетіко Альдосіві».
З 2016 року Хосе Санд знову став гравцем клубу «Ланус». У перший рік виступів у складі нового старого клубу футболіст став кращим бомбардиром першості країни, та знову став у складі «Лануса» чемпіоном Аргентини. Наступного року в складі клубу Санд став фіналістом Кубка Лібертадорес, та став кращим бомбардиром розіграшу турніру.
У 2018 році Хосе Санд грав у складі колумбійського клубу «Депортіво Калі». У 2019 році футболіст повернувся до складу «Лануса». Станом на початок 2023 року відіграв за команду з Лануса 116 матчів у національному чемпіонаті, в яких відзначився 49 забитими м'ячами.

## Виступи за збірну
У 2008 році Хосе Санд дебютував у складі національної збірної Аргентини, проте зіграв у її складі лише 2 матчі, в яких забитими м'ячами не відзначився.

## Титули і досягнення

### Командні
- Чемпіон Аргентини (2):

«Ланус»: Апертура 2007, 2016
- Володар Суперкубка ОАЕ 1:

«Аль-Айн»: 2009
- Володар Суперкубка Аргентини 1:

«Ланус»: 2016

### Особисті
Кращий бомбардир чемпіонату Аргентини: Апертура 2008 (15), Клаусура 2009 (13), Прімера Дивізіон 2016 (15)
Кращий бомбардир чемпіонату ОАЕ: 2009—2010 (23)
Кращий бомбардир Кубка Лібертадорес: 2017 (9)